# In vedetta
In vedetta, o Il muro bianco, è un dipinto a olio su tela del pittore macchiaiolo Giovanni Fattori, realizzato nel 1872 e conservato in una collezione privata di Valdagno.

## Descrizione
Nel dipinto è raffigurata una scena di vita militare in cui tre soldati effettuano la ronda di vigilanza, immobili sotto il sole implacabile di
un primo pomeriggio estivo. Il primo cavaliere, collocato in primo piano ma decentrato sulla destra, proietta la sua ombra sulla bianca parete retrostante. Il muro interrompe bruscamente la linea dell'orizzonte e presenta una geometria perfetta, sulla quale si struttura l'intero apparato prospettico del dipinto: si tratta del motivo essenziale della composizione, che generalmente è costituita da pochi altri elementi, quali il cielo azzurro-violaceo, la pianura arida color ocra e gli uomini a cavallo, questi sono collocati all'estremità più lontana del muro (quasi come se volessero proseguirne idealmente la prospettiva), che cavalcano rispettivamente un cavallo bianco e uno nero. La composizione è sostenuta da una grande staticità derivante dalla sapiente scansione dei volumi e dal bilanciamento degli spazi.

## Analisi
In questa tela Fattori drammatizza la tecnica macchiaiola impiegando macchie ridotte all'essenzialità del bianco, del nero e dell'azzurro, con pochi e rarefatti toni intermedi. Ne consegue una luce assai intensa che, oltre a inondare l'intera composizione restituendo l'immagine di una torrida giornata d'estate, contribuisce a conferire alla scena un innegabile carattere di verità. Gli elementi umani di In vedetta, infatti, non prevalgono sull'ambiente naturale nel quale sono collocati, con un approccio ben distante dal Romanticismo. L'atmosfera sospesa di questo dipinto, in certi sensi, sembra quasi preludere la dimensione onirica dell'arte metafisica: per dirla come Francesco Morante, «i soldati sono fermi, in vedetta, in uno spazio talmente vuoto che non si riesce ad immaginarvi alcun nemico, né presente né futuro. Sono potenzialmente fermi in un’attesa eterna».